# افلیکشن اینترتینمنت
افلیکشن اینترتینمنت (انگلیسی: Affliction Entertainment) شرکت تبلیغات ورزشی آمریکایی است، که در سال ۲۰۰۹ توسط دونالد ترامپ و مایکل کوهن تأسیس شد.